# سیکلوپنتنون
سیکلوپنتنون (به انگلیسی: Cyclopentenone) با فرمول شیمیایی C۵H۶O یک ترکیب شیمیایی است. که جرم مولی آن ۸۲٫۰۴ g/mol می‌باشد. 